# برانيمير كالايكا
برانيمير كالايكا (بالكرواتية: Branimir Kalaica)‏ (1 يونيو 1998 بزغرب في كرواتيا - ) هو لاعب كرة قدم كرواتي في مركز الدفاع.

## وصلات خارجية
- برانيمير كالايكا على موقع الاتحاد الأوربي (الإنجليزية)
- برانيمير كالايكا على موقع قاعدة بيانات كرة القدم.إي يو (الإنجليزية)
- برانيمير كالايكا على موقع Soccerway.com (الإنجليزية)
- برانيمير كالايكا على موقع عالم كرة القدم.نت (الإنجليزية)
- برانيمير كالايكا على موقع AS.com (الإسبانية)